# Кубасай
Кубасай (каз. Құбасай) — село в Уилском районе Актюбинской области Казахстана. Входит в состав Караойского сельского округа. Код КАТО — 155237300.

## Население
В 1999 году население села составляло 163 человека (98 мужчин и 65 женщин). По данным переписи 2009 года, в селе проживали 122 человека (74 мужчины и 48 женщин).